# Hedderhagen
Hedderhagen ist ein Ortsteil der lippischen Stadt Lage in Nordrhein-Westfalen.

## Geschichte

### Ortsname
Hedderhagen wird 1386 als Hederhagen erstmals schriftlich erwähnt.
Folgende Schreibweisen sind im Laufe der Jahrhunderte ebenfalls belegt: Hederhage[n] (1396), Hedershaghen (um 1409, im Schadensverzeichnis), Hederhagen (1409 und 1412), Hederhagene (1412), Hederhaigen (1497, im Landschatzregister), Hedderhagenn (1545, im Landschatzregister), Hedderhagen (1590) sowie Hedderhagen seit 1706.

### 20. Jahrhundert
Bis zur Eingemeindung nach Lage am 1. Januar 1970 war Hedderhagen eine selbständige Gemeinde.